# Flugunfall der Pacific Western Airlines bei Kisangani
Der Flugunfall der Pacific Western Airlines bei Kisangani ereignete sich am 21. November 1976. Bei dem Unfall war eine Lockheed L-100-20 Hercules der Pacific Western Airlines mit dem Luftfahrzeugkennzeichen C-FPWX beim Versuch einer Notlandung auf dem Flughafen Kisangani-Bangoka in Zaire gegen Bäume und Termitenhügel geflogen. Dabei starben fünf der sechs Insassen der Maschine.

## Flugzeug
Bei dem Flugzeug handelte es sich um eine Lockheed L-100-20 Hercules mit der Werksnummer 4361, die ihren Erstflug im Jahr 1969 absolviert hatte. Die Maschine war mit dem kanadischen Luftfahrzeugkennzeichen C-FPWX auf die Pacific Western Airlines zugelassen. Das viermotorige Transportflugzeug war mit vier Turboprop-Triebwerken des Typs Allison 501-D22A ausgestattet. Es handelte sich um die zivile Variante des Militärtransportflugzeugs Lockheed C-130 Hercules. Die Fracht bestand aus Baugruppen für ein Kraftwerk.

## Unfallhergang
Mit der Transportmaschine wurde ein Frachtflug vom belgischen Oostende nach Lubumbashi in Zaire durchgeführt, der ehemaligen Kolonie Belgisch Kongo und heutigen Demokratischen Republik Kongo. Unterwegs wurde eine Umkehr zum Flughafen Kisangani-Bangoka vorgenommen.
Beim nächtlichen Anflug auf Kisangani herrschte Nebel. Die Maschine hatte nur wenig Kerosin an Bord. Die Besatzung versuchte, eine Notlandung durchzuführen, da für eine Umkehr zu einem anderen Flughafen nicht genug Treibstoff an Bord war.
Bei Eastville streifte der rechte Flügel einen 30 Meter hohen Baum. Teile des Flügels wurden dabei abgerissen. Die Maschine sank weiter herab und kollidierte mit mehreren weiteren Bäumen und kleinen Termitenhügeln, bis sie schließlich gegen einen großen Termitenhügel stieß.

## Opfer
Bei dem Unfall starben fünf der sechs Personen an Bord, nur ein Besatzungsmitglied überlebte. Unter den Toten war auch der Pilot Dean McIagan, der am 16. Juni 1969 schon einmal bei der Landung in Nebel mit einer Lockheed L-100 Hercules der Pacific Western Airlines im peruanischen Dschungel in einen Totalschaden verwickelt gewesen war.